# Sang-myeon
Sang-myeon (koreanska: 상면) är en socken i kommunen Gapyeong-gun i provinsen Gyeonggi i den norra delen av Sydkorea, 40 km nordost om huvudstaden Seoul.